# Felsted (Essex)
Felsted ist ein Dorf und eine Verwaltungseinheit im District Uttlesford in der Grafschaft Essex, England. Felsted ist 14 km von Chelmsford entfernt. Das Gemeindegebiet umfasst die Ortschaften Bannister Green, Bartholomew Green, Causeway End, Cobbler's Green, Cock Green, Frenches Green, Gransmore Green, Hartford End, Milch Hill, Molehill Green, Thistley Green, Watch House Green und Willows Green. Im Jahr 2019 hatte das Dorf eine Bevölkerung von 1329 Einwohnern im Jahr 2011 hatte die Verwaltungseinheit eine Bevölkerung von 3051 Einwohnern. Die B1417 durchquert Felsted. Es gibt eine Privatschule, Felsted School. Felsted wurde 1086 im Domesday Book als Felesteda/Felestede/Phensteda erwähnt.